# Chen Zhe
Chen Zhe (chinesisch 陈喆, Pinyin Chén Zhé; * 28. Februar 1993) ist ein chinesischer Snookerspieler.

## Karriere

### Anfänge
Um den Sprung zu den Profis auf die Main Tour zu schaffen, nahm Chen 2009/10 an der Pontin’s International Open Series teil. Er trat jedoch nur bei zwei von acht Turnieren an und konnte nur einen einzigen Sieg (gegen Matthew Day) verbuchen. Am Ende landete er nur auf dem 113. Platz der Gesamtrangliste.
Bei den Turnieren der Players Tour Championship in den Spielzeiten 2010/11 und 2011/12 versuchte sich Chen bereits mit den Profispielern der Main Tour zu messen. Er erreichte dreimal die Runde der Letzten 32 und bezwang dabei u. a. Spieler wie Matthew Selt oder Rory McLeod. In der Saison 2010/11 löste die Q School die PIOS-Serie als Qualifikationsturnierserie für Amateure ab. Chen scheiterte 2011 bei einem der drei Turniere erst im Finale (gegen Andrew Norman) seiner Gruppe. 2012 gewann er gleich im ersten Turnier seine Gruppe und erhielt somit ein 2-Jahres-Tourticket.

### Erste Jahre als Profi
Zu Beginn der Saison 2012/13 gelang ihm nur beim Wuxi Classic 2012 ein Sieg gegen Pankaj Advani. Lediglich die PTC-Turnier waren für ihn erfolgreich, beim Turnier in Zhangjiagang 2012 erreichte er mit Siegen über Tom Ford und Ben Woollaston sogar das Halbfinale. Sein erster Erfolg bei einem großen Weltranglistenturnier hatte er bei der UK Championship 2012, wo er zwei Qualifikationsrunden überstand. Bei den Haikou World Open 2013 und den China Open 2013 verpasste er jeweils nur um einen Sieg das Hauptturnier. Die Saison beendete er nach einem Jahr auf Platz 78 der Snookerweltrangliste.
In der neuen Saison gewann Chen Zhe bei den ersten vier Weltranglistenturnieren jeweils das Auftaktspiel. Aber ab der International Championship 2013 konnte er keine Partie mehr gewinnen. Auch auf der PTC-Tour blieben die Erfolge aus und so rutschte er zum Ende der Saison 2013/14 bis auf Platz 89 der Weltrangliste ab. Damit fiel er aus der Main Tour heraus und auch der Versuch der sofortigen Wiederqualifikation über die Q School misslang.

### Amateurzeit
Im Jahr darauf nahm er an der PTC-Asientour teil, kam aber nicht allzu weit. Sein erneuter Q-School-Anlauf endete im ersten Turnier mit einer Finalniederlage in seiner Gruppe gegen Sydney Wilson. Trotz verpasster Main-Tour-Qualifikation durfte er dadurch an der Qualifikation für die Australian Open 2015 teilnehmen. Ein Jahr später versuchte er es erneut über die Q School und diesmal gewann er zum zweiten Mal seine Qualifikationsgruppe. Damit war er erneut für zwei Jahre auf der Main Tour zugelassen.

### Zweite Profizeit

#### Saison 2016/17
In seinem ersten Spiel der Saison 2016/17 gewann Chen die Qualifikation zum Riga Masters gegen Josh Boileau mit 1:4, doch er zog sich vor seiner Partie gegen Li Hang in der ersten Hauptrunde vom Turnier zurück. Es folgten zwei Niederlagen in den Qualifikationen: In der Qualifikation zu den Indian Open verlor er mit 0:4 gegen den Schotten Anthony McGill, bei den World Open mit 0:5 gegen Michael Holt. Ebenso verlor er seine Erstrundenpartie beim Paul Hunter Classic mit 2:4 gegen Chris Wakelin. Beim Shanghai Masters erreichte er die zweite Runde der Qualifikation, nachdem er Michael Wild mit 5:2 besiegt hatte, verlor er mit 3:5 gegen Jack Lisowski. Es folgten drei Auftaktniederlagen: In der Qualifikation zum European Masters mit 0:4 gegen Jimmy Robertson, in der ersten Runde der English Open mit 0:4 gegen Shaun Murphy un in der Qualifikation zum International Championship mit 4:6 gegen Ali Carter. Seine Erstrundenpartie beim Northern Ireland Open gewann er dagegen mit 4:1 gegen Ross Muir, unterlag dann aber mit 3:4 dem Waliser Michael White. Wieder folgten mehrere Niederlage in seinen Auftaktpartien. Er verlor beim UK Championship mit 4:6 gegen Mark Allen, bei den Scottish Open mit 2:4 gegen Oliver Lines, in der Qualifikation zum German Masters mit 4:5 gegen Michael White und in der ersten Runde der Welsh Open mit 2:4 gegen seinen Landsmann Tian Pengfei. Chen konnte immerhin die erste Runde des Shoot-Out gegen den ehemaligen Profi Itaro Santos gewinnen, verlor aber anschließend gegen Jimmy White. Auch seine beiden letzten Auftaktpartien bei den China Open und bei der Snookerweltmeisterschaft mit 1:5 gegen Alan McManus und mit 7:10 gegen Dechawat Poomjaeng. Zhe beendete die Saison auf Weltranglistenplatz 121.

#### Saison 2017/18
Die Saison 2017/18 begann für Chen mit vier Auftaktniederlagen in Folge. Beim Riga Masters verlor er mit 0:4 gegen den lettischen Meister Rodion Judin und in der Qualifikation zum China Championship mit 3:5 gegen den Engländer Rory McLeod. Er zog sich außerdem vom Paul Hunter Classic zurück, sodass Adam Edge kampflos gewann und verlor danach in der Qualifikation zum Indian Open mit 3:4 gegen Matthew Selt. Ein Erfolg für ihn waren die World Open, wo er Sam Baird und Mark King mit jeweils 5:3 besiegte und verlor erst in der Runde der letzten 32 mit 0:5 gegen Mark Williams. Im darauffolgenden Turnier, dem European Masters erreichte er durch ein 4:3 über Stuart Carrington die Hauptrunde, wo er Thepchaiya Un-Nooh mit 1:4 unterlag. Doch es folgten zahlreiche Niederlagen in seinen Auftaktspielen: Bei den English Open verlor mit 3:4 gegen Mark Davis, in der Qualifikation zum International Championship mit 3:6 gegen Ding Junhui, in der Qualifikation zum Shanghai Masters mit 3:5 gegen Barry Hawkins, beim Northern Ireland Open mit 0:4 gegen Ali Carter, beim UK Championship mit 1:6 gegen Robert Milkins, bei den Scottish Open mit 2:4 gegen Kyren Wilson, in der Qualifikation zum German Masters mit 3:5 gegen Anthony Hamilton, beim Shoot-Out mit 22:90 nach Punkten gegen David Lilley, bei den Welsh Open mit 1:4 gegen Stuart Bingham und bei den Gibraltar Open mit 1:4 gegen Tian Pengfei. Immerhin erreichte er die Hauptrunde der China Open durch ein 6:4 gegen Li Hang, verlor aber anschließend mit 2:6 gegen Zhou Yuelong. Sein letztes Saisonspiel bestritt Chen bei seiner 3:10-Niederlage gegen Liam Highfield in der ersten Qualifikationsrunde der Snookerweltmeisterschaft. Chen beendete die Saison auf Weltranglistenplatz 106, was nicht für eine Qualifikation für die nächste Saison reichte.

### Erneute Versuche
Chen versuchte, sich über die Q School zu qualifizieren. Im ersten Turnier verlor er in der ersten Runde gegen den Inder Laxman Rawat, in der zweiten gelang ihm der Einzug in Runde 4, wo er dem späteren Finalisten Mitchell Mann unterlag. Im dritten Turnier besiegte er unter anderem Fraser Patrick und Leo Fernandez, verlor aber im Halbfinale gegen Himendu Dinesh Jain.

## Erfolge

### Finalteilnahmen
| Ausgang         | Jahr | Turnier  | Finalgegner   | Ergebnis |
| --------------- | ---- | -------- | ------------- | -------- |
| Amateurturniere |      |          |               |          |
| Zweiter         | 2011 | Q School | Andrew Norman | 3:4      |
| Sieger          | 2012 | Q School | Jordan Brown  | 4:1      |
| Zweiter         | 2015 | Q School | Sydney Wilson | 1:4      |
| Sieger          | 2016 | Q School | David Lilley  | 4:1      |